# Ruinenwerttheorie
Die Ruinenwerttheorie ist ein durch den Architekten Albert Speer geprägter Begriff.
Speer beschrieb die Ruinenwerttheorie erstmals 1969: „Die Verwendung besonderer Materialien sowie die Berücksichtigung besonderer statischer Überlegungen sollte Bauten ermöglichen, die im Verfallszustand, nach Hunderten oder (so rechneten wir) Tausenden von Jahren, etwa den römischen Vorbildern gleichen würden.“
Obwohl Speer den Begriff erst 1969 erstmals verwendete, wird die Ruinenwerttheorie vielfach als ein der Architektur im Nationalsozialismus zugrundeliegendes Prinzip verstanden, das beim Bau eines Gebäudes auch dessen würdigen Verfall mit einplante. In zeitgenössischen Texten wurde dieses Bauprinzip jedoch nie erwähnt, so dass es heute als nachträgliche Zuschreibung gilt.